# George Russell (vozač Formule 1)
George Russell (King's Lynn, Engleska, Ujedinjeno Kraljevstvo, 15. veljače, 1998.) je britanski vozač Formule 1 za momčad Mercedes-AMG Petronas F1 Team, te prvak GP3 serije 2017. i Formule 2 2018.

## Početak utrkivanja

### Karting
Russell je 2006. počeo utrkivanje u kartingu, a do 2012. je osvojio deset naslova u raznim kategorijama kartinga. Prvi naslov je osvojio 2008. u kategoriji Kartmasters British Grand Prix - WTP Cadet, a godinu kasnije osvaja čak tri naslova u isto toliko kategorija: Formula Kart Stars MSA Cadet, MSA Kartmasters Grand Prix - Comer Cadet i British Open Championship - Comer Cadet. Godine 2010. također osvaja tri naslova u tri kategorije: Kartmasters British Grand Prix - Rotax Mini Max, Formula Kart Stars - Mini Max, te Super 1 National Rotax Mini Max Championship. Godine 2011. osvaja naslov u SKUSA SuperNationals XV - TaG Junior kategoriji, a posljednja dva naslova u kartingu osvaja 2012. u CIK-FIA European KF3 Championship i 17° Winter Cup - KF3 prvenstvu.

### Formula Renault 2.0
Nakon što 2013. nije osvaja karting prvenstva, Russell je 2014. godine debitirao u jednosjedu, utrkujući se u prvenstvu Formule Renault 2.0 Alps. Izvorno je potpisao za momčad Prema Powerteam, no u posljednji trenutak je prešao u momčad Koiranen GP. Unatoč pauziranju dvije utrke na Monzi zbog bolesti, završio je četvrti u prvenstvu sa 123 boda, uzevši jedno postolje na Red Bull Ringu.

### BRDC Formula 4
Paraleno s natjecanjem u Formuli Renault 2.0, Russell je nastupao i u Britanskoj Formuli 4 za momčad Lanan Racing. U 24 utrke je pobjedio pet puta, osvojio ukupno jedanaest postolja, te osvojio naslov s 483 boda, odnosno tri boda više od drugoplasiranog Arjuna Mainija.

### Europska Formula 3
Godine 2015. prelazi u Europsku Formulu 3. Potpisuje za momčad Carlin, a momčadski kolege su mu Callum Ilott i Tatiana Calderón. Prvu pobjedu odnosi na drugoj utrci prve runde u Silverstoneu, ispred drugoplasiranog debitanta Charlesa Leclerca i trećeplasiranog Antonija Giovinazzija. Do kraja sezona osvojio je još dva postolja na stazama Spa-Francorchamps i Norisring, te s 203 boda osvojio šesto mjesto u ukupnom poretku. Sljedeće 2016. prelazi u momčad Hitech Grand Prix. S dvije pobjede na stazama Pau i Spa-Francorchamps te 264 osvojena boda, zauzima treće mjesto u ukupnom poretku iza Maximiliana Günthera i prvaka Lancea Strolla.

### GP3 Series
U sezoni 2017. osvaja naslov u GP3 seriji. Vozio je za momčad ART Grand Prix, a momčadski kolege su mu bili Jack Aitken, Nirei Fukuzumi i Anthoine Hubert. Russell je prvu pobjedu upisao na utrci na Red Bull Ringu, nakon koje je uslijedila pobjeda i na Silverstoneu. Nakon što nije startao na Hungaroringu, Russell pobjeđuje još na Spa-u i Monzi. S još tri postolja, Russell osvaja 220 bodova, čak 79 više od drugoplasiranog Aitkena. Iste godine postaje vozač Mercedesove junior akademije. Nakon što je za Force Indiju koja je koristila Mercedesove motore te sezone, testirao na testu u Mađarskoj, u Brazilu je na prvom treningu nastupio umjesto Sergija Péreza, dok je na posljednjoj utrci prvenstva u Abu Dhabiju na prvom treningu zamijenio Estebana Ocona.

## Formula 2

### ART (2018.)
2018.
Zajedno s Jackom Aitkenom, 2018. prelazi u Formulu 2, a njih dvoje voze za istu momčad kao i u GP3 seriji - ART Grand Prix. Nakon što nije dobro započeo sezonu, Russell prvu pobjedu upisuje na sprint utrci u Bakuu, a sljedeću na glavnoj utrci u Barceloni. Sljedeće dvije pobjede dolaze na stazama Paul Ricard te Red Bull Ring. Nakon nekoliko postolja na sljedećim utrkama, Russell pobjeđuje na sprint utrci u Monzi startajući s petog mjesta. Isti vikend Russell je odbio ponudu Force Indije da na VN Italije u Monzi odradi jedan slobodan trening, te je svoju odluku objasnio napetom borbom u Formuli 2 koju ne želi kompromitirati drugim obavezama. Russell je u tom trenutku bio vodeći vozač prvenstva ispred Landa Norrisa i Alexa Albona. Na Sočiju je Russell stigao do šeste pobjede u sezoni i time došao na korak do naslova u debitantskoj sezoni. Kiša na polovici utrke začinila je utrku, ali nije uspjela pomoći Norrisu koji je nakon vikenda bez bodova ispao iz borbe za naslov. Norrisov momčadski kolega Sérgio Sette Câmara bio je drugi, dok je treće mjesto pripalo pobjedniku prve utrke u Sočiju i jedinom čovjeku koji je mogao oduzeti naslov Georgeu Russellu uoči posljednje dvije utrke na Yas Marini, Alexanderu Albonu. Ionako minimalne šanse Alexa Albona za osvajanje naslova Formule 2, nakon kvalifikacija su bile još manje. George Russell stigao je do petog ovosezonskog pole positiona te tako povećao prednost za još 4 boda, dok je Albon u kvalifikacijama bio tek osmi. U posljednje dvije utrke bilo je moguće osvojiti još 44 boda, a Albonov zaostatak je iznosio 41 bod. Russellu su trebala samo 3 boda u dvije utrke kako bi osigurao naslov u svojoj debitantskoj sezoni. Britanac je sutradan pobjedom na glavnoj utrci to i potvrdio, dok Alex Albon nije imao nikakve šanse, jer je sve praktički bilo gotovo na startu utrke kad nije uspio krenuti s osme pozicije. Na posljednjoj sprint utrci Russell je osvojio četvrto mjesto, te osvojio naslov s 287 bodova. Te godine je i pozvan da testira Pirellijeve gume u bolidu Force Indije, a krajem 2018. potpisuje višegodišnji ugovor s momčadi Williams u Formuli 1.

## Formula 1
Godine 2017. Russell je prvi put testirao bolide Formule 1. S Mercedesom je odradio dva testna dana na Hungaroringu - ukupno 916 km, a za Force Indiju je nastupio na dva prva slobodna treninga u Abu Dhabiju i Brazilu. Russell je i 2018. nastavio testirati bolide Mercedesa i njihovih klijenata Williamsa i Force Indije, a ukupno je odradio pet testnih dana i odvozio 1834 kilometra. Russellova brzina, zrelost i volja za učenjem i napredovanjem uvjerili su Williams da ga potpiše za sezonu 2019. i to prije nego što su potvrdili njegovog momčadskog kolegu, povratnika Roberta Kubicu.

### Williams (2019. – 2021.)

#### 2019.
Williams Racing F1 Team otkrio je izgled svog novog bolida FW42 11. veljače 2019. na predstavljanju na kojem su koristili prošlogodišnji bolid, s novim glavnim sponzorom ROKit, britanskom telekomunikacijskom tvrtkom. Ovo je bilo prvi puta nakon pet godina da Williams nije imao gotovo u potpunosti bijeli bolid s Martinijem kao naslovnim sponzorom. No stvari za Williams nisu krenule dobro. Nedugo nakon predstavljanja bolida, objavljeno je da će Williams propustiti prvi dan predsezonskih testiranja u Barceloni jer kasne s produkcijom dijelova za novi bolid. Sljedeći dan potvrđeno je da novi FW42 neće biti spreman ni za drugi dan predsezonskih testiranja u Barceloni. Novi FW42 još se uvijek dovršavao u Williamsovom sjedištu u Groveu dok je u Barcelonu stigao prošlogodišnji FW41 s novim bojama i krilima koji su koristili na prezentaciji uoči testiranja. Novi FW42 u Barcelonu je stigao u 4 ujutro 20. veljače, a za vrijeme Williamsovog izbivanja s testiranja, neke momčadi su odvozile više od 300 krugova.
Kvalifikacije za prvu utrku Veliku nagradu Australije, vozile su se na stazi Albert Park 16. ožujka, a ostvarena vremena Williamsovih vozača su pokazala da će ovo biti teška sezona za njih i momčad. Russell je ostvario 19. najbolje vrijeme s 3,874 sekunde zaostatka za pole positionom Lewisa Hamiltona, dok je posljednji Kubica na 20. mjestu kasnio čak 5,581 sekundi za Hamiltonom. Jedini vozač kojeg su Russell i Kubica pretekli sutra na utrci je bio Daniel Ricciardo u Renaultu koji je na startu malo otišao na travnatu površinu, što je bilo dovoljno da ošteti prednje krilo. Nakon odrađenog boksa, Ricciardo se vratio na stazu te pretekao Williamsove vozače, koji su se ostatak utrke vozili na posljednja dva mjesta. Russell je svoju prvu utrku završio na pretposljednjem 16. mjestu ispred Kubice, dva kruga zaostatka za pobjednikom Valtterijem Bottasom. Ni sljedeća utrka u Bahreinu nije bila bolja. Russell je ostvario pretposljednje mjesto ispred Kubice i na kvalifikacijama i u utrci. Na trećoj utrci Velikoj nagradi Kine, Russell i Kubica se prvi put nisu kvalificirali na posljednja dva mjesta, ali samo zato što je Antonio Giovinazzi imao problema na svom Alfa Romeu C38, dok Alexander Albon nije ni nastupio u kvalifikacijama jer je na treningu teško oštetio svoj Toro Rosso STR14. Na sljedećih sedam kvalifikacija, Williamsovi vozači su se kvalificirali na posljednja dva mjesta, a ta tradicija je prekinuta na jedanaestoj utrci sezone u Njemačkoj, kada posljednji u kvalifikacijama Sebastian Vettel nije ni nastupao zbog problema na svom Ferrariju. Upravo na toj utrci, Russell je ostvario svoj najbolji rezultat u sezoni. U kaotičnoj utrci punoj odustajanja, Williamsovi vozači su također završili na dva posljednja mjesta. No ovoga puta Kubica na 12. mjestu ispred Russella na 13. mjestu. No nakon utrke, oba vozača Alfa Romea su dobili 30 sekundi kazne na svoja vremena zbog kršenja tehničkog pravilnika, zbog čega su Kubica i Russell dobili po dvije pozicije. Alfa Romeo se žalio na odluku FIA-e, no žalba je odbijena. Tako je Kubica osvojio prvi i jedini bod ove sezone za sebe i momčad Williams, dok je Russell ostvario najbolji plasman u sezoni - 11. mjesto.
Dana 13. rujna Williamsa je potpisao novi ugovor s Mercedesom oko isporuke pogonskih jedinica do kraja 2025. koje koriste od prve godine hibridne turbo ere 2014.

## Rezultati

### Karting
| Sezona | Prvenstvo                                             | Plasman |
| ------ | ----------------------------------------------------- | ------- |
| 2006.  | Kartmasters British Grand Prix - WTP Cadet            | 6.      |
| 2007.  | Kartmasters British Grand Prix - WTP Cadet            | 4.      |
| 2008.  | Kartmasters British Grand Prix - WTP Cadet            | 1.      |
| 2008.  | Kartmasters British Grand Prix - Comer Cadet          | 4.      |
| 2008.  | BRDC Stars of Tomorrow MSA British Cadet Championship | 16.     |
| 2008.  | Manchester & Buxton Kart Club - Cadet                 | 8.      |
| 2008.  | Super 1 National Comer Cadet Championship             | 20.     |
| 2009.  | Super 1 National Comer Cadet Championship             | 2.      |
| 2009.  | Formula Kart Stars MSA Cadet                          | 1.      |
| 2009.  | WSK North American Series Cadet by CKI                | –       |
| 2009.  | MSA Kartmasters Grand Prix - Comer Cadet              | 1.      |
| 2009.  | British Open Championship - Comer Cadet               | 1.      |
| 2010.  | Kartmasters British Grand Prix - Rotax Mini Max       | 1.      |
| 2010.  | Formula Kart Stars - Mini Max                         | 1.      |
| 2010.  | Super 1 National Rotax Mini Max Championship          | 1.      |
| 2011.  | SKUSA SuperNationals XV - TaG Junior                  | 1.      |
| 2012.  | CIK-FIA World Cup KF3                                 | 29.     |
| 2012.  | MG Tires SKUSA SuperNationals XVI                     | 2.      |
| 2012.  | CIK-FIA Karting Academy Trophy                        | 10.     |
| 2012.  | WSK Euro Series - KF3                                 | 4.      |
| 2012.  | Super 1 National KF3 Championship                     | 2.      |
| 2012.  | CIK-FIA European KF3 Championship                     | 1.      |
| 2012.  | 23° Trofeo Andrea Margutti KF3                        | 7.      |
| 2012.  | WSK Master Series - KF3                               | 3.      |
| 2012.  | 17° Winter Cup - KF3                                  | 1.      |
| 2013.  | WSK Super Master Series - KF                          | 15.     |
| 2013.  | South Garda Winter Cup - KF2                          | 9.      |
| 2013.  | WSK Euro Series - KF                                  | 5.      |
| 2013.  | CIK-FIA World Championship KF                         | 19.     |
| 2013.  | CIK-FIA European Championship KF                      | 12.     |

| Sezona                  | Prvenstvo / *Utrka                | Momčad                        | Šasija                        | Motor                             | Utrke | Pobjede | Podiji | Bodovi | Plasman |
| ----------------------- | --------------------------------- | ----------------------------- | ----------------------------- | --------------------------------- | ----- | ------- | ------ | ------ | ------- |
| 2014.                   | Millers Oils Toyota MR2 prvenstvo |                               | Toyota MR2 Roadster           |                                   |       |         |        | 24     | 39.     |
| 2014.                   | BRDC Formula 4 prvenstvo          | Lanan Racing                  | MSV F4-013                    | Ford Duratec                      | 24    | 5       | 11     | 483    | 1.      |
| 2014.                   | Formula Renault 2.0 Alps          | Koiranen GP                   | Tatuus FR 2.0-13              | Renault                           | 12    | 0       | 1      | 123    | 4.      |
| 2014.                   | Eurocup Formula Renault 2.0       | Koiranen GP                   | Tatuus FR 2.0-13              | Renault                           | 2     | 0       | 0      | 0*     | –       |
| 2014.                   | Eurocup Formula Renault 2.0       | Tech 1 Racing                 | Tatuus FR 2.0-13              | Renault                           | 2     | 1       | 1      | 0*     | –       |
| 2015.                   | FIA Europska Formula 3            | Jagonya Ayam with Carlin      | Dallara F312                  | Volkswagen                        | 33    | 1       | 3      | 203    | 6.      |
| 2015.                   | Masters of Formula 3*             | Carlin                        | Dallara F312                  | Volkswagen                        | 1     | 0       | 1      | -      | 2.      |
| 2016.                   |                                   |                               |                               |                                   |       |         |        |        |         |
| FIA Europska Formula 3  | HitechGP                          | Dallara F312                  | Mercedes                      | 30                                | 2     | 10      | 264    | 3.     |         |
| Macau Grand Prix*       | HitechGP                          | Dallara F312                  | Mercedes                      | 1                                 | 0     | 0       | -      | 7.     |         |
| 2017.                   |                                   |                               |                               |                                   |       |         |        |        |         |
| GP3 Series              | ART Grand Prix                    | Dallara GP3/16                | Mecachrome 3.4 V6             | 15                                | 4     | 7       | 220    | 1.     |         |
| 2018.                   |                                   |                               |                               |                                   |       |         |        |        |         |
| FIA Formula 2 prvenstvo | ART Grand Prix                    | Dallara F2 2018               | Mecachrome V6                 | 24                                | 7     | 11      | 287    | 1.     |         |
| 2019.                   | FIA Svjetsko prvenstvo Formule 1  | ROKiT Williams Racing         | Williams FW42                 | Mercedes M10 EQ Power V6 the 1.6  | 21    | 0       | 0      | 0      | 20.     |
| 2020.                   | FIA Svjetsko prvenstvo Formule 1  | Williams Racing               | Williams FW43                 | Mercedes M11 EQ Power V6 the 1.6  | 16    | 0       | 0      | 3      | 18.     |
| 2020.                   | FIA Svjetsko prvenstvo Formule 1  | Mercedes AMG Petronas F1 Team | Mercedes F1 W11               | Mercedes M11 EQ Power V6 the 1.6  | 1     | 0       | 0      | 3      | 18.     |
| 2021.                   | FIA Svjetsko prvenstvo Formule 1  | Williams Racing               | Williams FW43B                | Mercedes M12 E Performance V6 t h | 22    | 0       | 1      | 16     | 15.     |
| 2022.*                  | FIA Svjetsko prvenstvo Formule 1  | Mercedes AMG Petronas F1 Team | Mercedes F1 W13 E Performance | Mercedes M13 E Performance V6 t h | 14    | 0       | 1      | 170    | 5.      |

| |                        |                         |                            |                     |                    |                    |                     |                   |                            |  |
| McLaren Ferrari Red Bull Mercedes Aston Martin Alpine Haas Racing Bulls Williams Kick Sauber L. Norris O. Piastri C. Leclerc L. Hamilton M. Verstappen L. Lawson A. K. Antonelli G. Russell F. Alonso L. Stroll P. Gasly J. Doohan E. Ocon O. Bearman J. Cunoda I. Hadjar A. Albon C. Sainz N. Hülkenberg G. Bortoleto |                        |                         |                            |                     |                    |                    |                     |                   |                            |  |
| McLaren | Ferrari                | Red Bull                | Mercedes                   | Aston Martin        | Alpine             | Haas               | Racing Bulls        | Williams          | Kick Sauber                |  |
| L. Norris O. Piastri | C. Leclerc L. Hamilton | M. Verstappen L. Lawson | A. K. Antonelli G. Russell | F. Alonso L. Stroll | P. Gasly J. Doohan | E. Ocon O. Bearman | J. Cunoda I. Hadjar | A. Albon C. Sainz | N. Hülkenberg G. Bortoleto |  |

| McLaren              | Ferrari                | Red Bull                | Mercedes                   | Aston Martin        | Alpine             | Haas               | Racing Bulls        | Williams          | Kick Sauber                |  |
| L. Norris O. Piastri | C. Leclerc L. Hamilton | M. Verstappen L. Lawson | A. K. Antonelli G. Russell | F. Alonso L. Stroll | P. Gasly J. Doohan | E. Ocon O. Bearman | J. Cunoda I. Hadjar | A. Albon C. Sainz | N. Hülkenberg G. Bortoleto |  |

| |                        |                         |                            |                     |                    |                    |                     |                   |                            |  |
| McLaren Ferrari Red Bull Mercedes Aston Martin Alpine Haas Racing Bulls Williams Kick Sauber L. Norris O. Piastri C. Leclerc L. Hamilton M. Verstappen L. Lawson A. K. Antonelli G. Russell F. Alonso L. Stroll P. Gasly J. Doohan E. Ocon O. Bearman J. Cunoda I. Hadjar A. Albon C. Sainz N. Hülkenberg G. Bortoleto |                        |                         |                            |                     |                    |                    |                     |                   |                            |  |
| McLaren | Ferrari                | Red Bull                | Mercedes                   | Aston Martin        | Alpine             | Haas               | Racing Bulls        | Williams          | Kick Sauber                |  |
| L. Norris O. Piastri | C. Leclerc L. Hamilton | M. Verstappen L. Lawson | A. K. Antonelli G. Russell | F. Alonso L. Stroll | P. Gasly J. Doohan | E. Ocon O. Bearman | J. Cunoda I. Hadjar | A. Albon C. Sainz | N. Hülkenberg G. Bortoleto |  |

| McLaren              | Ferrari                | Red Bull                | Mercedes                   | Aston Martin        | Alpine             | Haas               | Racing Bulls        | Williams          | Kick Sauber                |  |
| L. Norris O. Piastri | C. Leclerc L. Hamilton | M. Verstappen L. Lawson | A. K. Antonelli G. Russell | F. Alonso L. Stroll | P. Gasly J. Doohan | E. Ocon O. Bearman | J. Cunoda I. Hadjar | A. Albon C. Sainz | N. Hülkenberg G. Bortoleto |  |